# SMOS
SMOS ist die Abkürzung von Soil Moisture and Ocean Salinity und bezeichnet einen Erdbeobachtungssatelliten der Europäischen Raumfahrtbehörde ESA. SMOS ist als zweiter Satellit (als Opportunity Mission, im Gegensatz zu den größeren Core Missions) der Earth Explorer Missions, in einem langfristigen Rahmenprogramm der ESA zur Erdbeobachtung, gestartet worden. Der erste Satellit dieser Serie war CryoSat. SMOS wurde am 2. November 2009 um 1:50 Uhr UTC zusammen mit der Sonde Proba-2 vom nordrussischen Startplatz Plessezk mit einer Rockot-Rakete ins All gebracht.

## Aufbau und Mission
Der SMOS-Satellit auf Basis des Proteus-Satellitenbus hat als Hauptinstrument ein im L-Band arbeitendes 1,4-GHz-Mikrowellen-Radiometer mit Namen MIRAS (Microwave Imaging Radiometer using Aperture Synthesis). Es empfängt Strahlung im Frequenzbereich von 1400 bis 1427 MHz, der von der Internationalen Fernmeldeunion weltweit für den Empfang von Strahlung zu Forschungszwecken reserviert wurde und in dem nicht gesendet werden darf. Jedoch mussten die Wissenschaftler feststellen, dass in einigen Gebieten der Erde dort doch gesendet wurde, und so die Daten dieser Gebiete nicht nutzbar waren. Die ESA schaltete die zuständigen Behörden der jeweiligen Staaten zur Beseitigung der Funkstörungen ein. Entwicklung und Bau des innovativen zweidimensionalen Mikrowellenradiometers erfolgten durch Astrium España. Das Instrument besteht aus 69 Antennen von jeweils 165 mm Durchmesser und 19 mm Höhe auf drei vier Meter langen Auslegern. Aus der empfangenen Strahlung in diesem Frequenzbereich lassen sich Aussagen über die Bodenfeuchte und den Salzgehalt in den Ozeanen machen. Sowohl Bodenfeuchte als auch der Salzgehalt sind wichtige Größen für die Verbesserung globaler Klimamodelle und noch niemals zuvor von einem Satelliten gemessen worden. Das Instrument macht alle 1,2 Sekunden eine sechseckige Aufnahme eines etwa 1000 km² großes Gebiets.
Die Messung des oberflächennahen Salzgehalts der Meere mit einem L-Band-Radiometer wurde erstmals auf der Raumstation Skylab 1973/74 mit dem Instrument S-194 erprobt. Neben SMOS misst die argentinische Mission SAC-D seit 2011 Bodenfeuchte und den globalen Salzgehalt der Meere. Ähnliche Aufgaben soll der Satellit SMAP wahrnehmen, der am 31. Januar 2015 erfolgreich gestartet wurde.
Die Energieversorgung des Satelliten übernehmen zwei Solarzellenausleger mit Silizium-Solarzellen und einer kombinierten Spitzenleistung von 1065 Watt, gepuffert über Lithiumionenbatterien mit einer Gesamtkapazität von 78 Ah.
Die 3-Achsen-Stabilisierung und Bahnregelung erfolgt über Stern- und Sonnensensoren, Kreiselinstrumente, Magnetometer und GPS sowie Reaktionsrädern, Magnettorquer und vier 1-N-Triebwerke.
Für die Datenspeicherung steht ein 2 × 20 GBit Solid-State-Drive, für die Datenübertragung ein X-Band Downlink mit 16,8 MBit/s und für die Telemetrie eine S-Band Übertragung mit 4 kBit/s Uplink und 722 kBit/sDownlink zur Verfügung.